# ایشی‌گورو
ایشی‌گورو یک نام خانوادگی ژاپنی است که ممکن است به یکی از افراد زیر اشاره داشته باشد:
- کازوئو ایشی‌گورو
- اوسامو ایشی‌گورو